# WASP-5
WASP-5  — жовтий карлик головної послідовності спектрального класу G4V із видимою зоряною величиною у видимих променях 12m, що розташований приблизно на відстані 910 світлових років від Землі у напрямку сузір'я Фенікс.

## Планетарна система
Ця зоря має одну екзопланету WASP-5b, відкриту 2007 року в ході проекту СуперWASP.
| Планета (по порядку віддалення від зорі) | Маса            | Радіус           | Велика піввісь (а.о.) | Орбітальний період (діб) | Нахил орбіти (°) | Ексцентриситет орбіти | Кіл-ть супутників |
| ---------------------------------------- | --------------- | ---------------- | --------------------- | ------------------------ | ---------------- | --------------------- | ----------------- |
| WASP-5b                                  | 1.637 ±0.082 MJ | 1.171 ± 0.057 RJ | 0.02729±0.00056       | 1.6284246 ±1.3e-06       | ?                | 0                     | ?                 |